# Ор-Еркеншвік
Ор-Еркеншвік (нім. Oer-Erkenschwick, [oːɐ-]) — місто в Німеччині, знаходиться в землі Північний Рейн-Вестфалія. Підпорядковується адміністративному округу Мюнстер. Входить до складу району Реклінггаузен.
Площа — 38,8 км2. Населення становить 31 532 ос. (станом на 31 грудня 2020).